# Зварювання пластмас
Зва́рювання пластма́с — це технологічний процес отримання нероз'ємного з'єднання елементів конструкції за рахунок дифузійно-реологічної чи хімічної дії макромолекул полімеру, внаслідок чого між з'єднуваними поверхнями зникає межа розділу і створюється структурний перехід від одного полімеру до іншого.
Дифузійно-реологічний процес взаємодії зварюваних поверхонь деталей найбільш ефективно реалізується у стадії в'язкотекучого стану матеріалу, коли молекули мають максимальну рухомість та найменшу щільність упаковки. У деяких випадках можливо досягти розрихленої структури полімеру за допомогою дії розчинника. Ступінь і швидкість дифузії залежить від молекулярної маси і полярності ланок полімерів. З їх зниженням швидкість дифузії збільшується.
Хімічне зварювання засноване на створенні хімічних зв'язків між полімерними матеріалами. На відміну від склеювання при хімічному зварюванні не створюється самостійна безперервна фаза. Матеріали, які не підлягають дифузійному зварюванню (реактопласти, вулканізати) можливо з'єднувати шляхом хімічної взаємодії функціональних груп чи за допомогою присадкового матеріалу, який близький за активністю до зварюваних полімерів, при цьому підігрів та тиск створюють необхідні умови для зварювання, а присадкові матеріали сприяють активації реакційноспроможних груп.
За здатністю до зварювання всі відомі полімери можливо розділити на 4 групи.
Перша група — неорієнтовані термопласти з енергією активації в'язкої течії значно меншій, ніж енергія руйнування хімічного зв'язку(не більше 150 кДж/моль), температурним інтервалом в'язкотекучого стану(Тд-Тт > 50 °C), в'язкістю розплаву 102–105 Па•с в інтервалі температур зварювання. Ці термопласти добре зварюються. Зварювання можливе за допомогою різних методів в інтервалі температур, що лежить в широких межах: — від температури текучості до температури деструкції. До полімерів, що найкраще зварюються плавленням, в першу чергу відносяться поліолефіни — поліетилен високого і низького тиску, поліпропілен. Ці полімери характеризуються низькою енергією активації в'язкої течії (46-53 кДж/моль), мають досить низьку температуру текучості (120–160°С), широкий інтервал в'язкотекучого стану (> 50 °C) порівняно низьку в'язкість розплаву.
Друга група — термопласти з енергією активації в'язкої течії, яка близька до енергії руйнування хімічного зв'язку, з вузьким температурним інтервалом в'язкотекучого стану (< 50 °C) або порівняно високою в'язкістю розплаву (107–108 Па•с). До цієї групи належать і орієнтовані напівфабрикати з усіх відомих термопластичних матеріалів. Всі ці матеріали погано зварюються. Для забезпечення можливості їх зварювання плавленням потрібно в кожному окремому випадку вишукувати оптимальні способи і прийоми. Ця група термопластів найбільш поширена. До неї відносяться полівінілхлорид, полівініліденхлорид, пентапласт, поліетилентерефталат, деякі фторопласти і ін.
Третя група — термопласти, енергія активації в'язкої течії яких не перевищує енергію хімічного зв'язку, а також термопласти, в'язкість розплаву яких становить 1011–1012 Па•с. Ці термопласти не можуть бути переведені у в'язкотекучий стан, тому можливість зварювання їх плавленням практично виключена. Утворення зварних з'єднань таких термопластів можливе лише за рахунок дифузійних процесів на межі розділу, при умові, що необхідний для цього контакт здійснюється високоеластичною деформацією матеріалу. Дифузійне зварювання здійснюється шляхом тривалого контакту поверхонь, які з'єднуються.
Четверта група — реактопласти і вулканізати (полімери, які неможливо з'єднати за допомогою дифузійного зварювання). Вони зварюються внаслідок хімічної взаємодії молекул полімерів, яка спровокована підігрівом, тиском чи введенням у зону зварювання зшиваючого агента.